# Solomon Haliță
Solomon Haliță (n. 1859 – d. 1926) a fost un pedagog român, publicist și un artizan al Marii Uniri.

## Biografie
Solomon Haliță s-a născut la 17 aprilie 1859 în Sângeorzul Român din Districtul Năsăudului, fiind al treilea copil al „cancelistului” (notar) greco-catolic Maxim Haliță și al „mămucăi” Ileana Isipoaie. Studiază primele trei clase primare la Școala trivială din Sângeorzul natal, apoi se mută la Năsăud, în clasa a IV-a, la  Școala primară superioară normală, la vestitul dascăl Cosma Anca. În 1871, Solomon Haliță intră în clasa I gimnazială la renumitul Gimnaziu superior român grăniceresc greco-catolic, unde la 20 de ani, își ia bacalaureatul „cu laudă” (cum laude).. I-a avut colegi, în clasa a V-a, pe fratele mai mic, viitorul vicar greco-catolic al Rodnei, Alexandru Haliță, în timp ce în clasa a II-a învăța mai tânărul George Coșbuc. Își continuă studiile universitare la Viena, Graz și Praga. La Universitatea din Viena obține licența în Filosofie și Istorie și o licență în Pedagogie.
După terminarea studiilor revine acasă, iar după a scurtă activitate în Năsăud, trece în Regatul României unde, între 1883-1886, funcționează ca profesor (apoi director) la Dorohoi, la Școala Normală din Galați, apoi la Școala Normală din Bârlad. Aici a întemeiat prima revistă pedagogică din oraș: „George Lazăr”, „revistă pentru educațiune și instrucțiune”, care a apărut lunar în perioada 1887–1889, sub direcțiunea sa. După 1 octombrie 1888 funcționează ca revizor școlar al județului Tutova și apoi inspector general. După aproape zece ani de activitate în slujba școlii la Bârlad, se transferă la Galați, apoi, în 1905 la Iași, la catedra de filosofie și pedagogie de la seminar. Activează apoi ca inspector general în Ministerul Învățământului (numit de Spiru Haret), funcționar guvernamental la Iași (1916-1918) și director în Prefectura Iași (1919-1921). În 1919 este declarat inamovibil în această funcție.
În noiembrie 1918, odată cu evenimentele generate de Marea Unire, autoritățile din Vechiul Regat au numit o delegație condusă de Solomon Haliță, pentru a intra în contact cu fruntașii Partidului Național Român din Transilvania și pentru a îndeplini rolul de observator și organ de legătură între aceștia și guvernul Vechiului Regat.
Începând cu anul 1922, s-a întors în Ardeal, mai întâi ca director general al învățământului primar și normal din Cluj, apoi ca prefect al județului Năsăud, funcție pe care o exercită începând cu anul 1922 și până în 1926, anul morții sale. În această calitate a întemeiat trei licee, o școală normală și trei școli de meserii. Și-anume, liceul de băieți în Bistrița, două școli de fete în Bistrița și Năsăud, școli de arte și meserii în Telciu, Prundu-Bârgăului și Sângeorzul Român, precum și Școala Normală de învățători din Năsăud. De numele lui se leagă înființarea Societății de exploatare silvicolă „Regna”, precum și fabricile de cherestea din Ilva Mică și Valea Mare. A murit la 1 decembrie 1926.

## Moștenire
Din anul 1993, liceul din orașul natal, Sîngeorz-Băi, a fost denumit Liceul teoretic „Solomon Haliță”. De asemenea, o stradă din municipiul Bistrița poartă numele lui.